# Neotamias panamintinus
Neotamias panamintinus es una especie de roedor de la familia Sciuridae.

## Distribución geográfica
Es  endémica de los desierto de montaña, de las zonas del sureste de California y el suroeste de Nevada en los Estados Unidos.